# Долна Вереница
До̀лна Веренѝца е село в Северозападна България. То се намира в община Монтана, област Монтана.

## География
До̀лна Веренѝца е село в Северозападна България, намира се в община Монтана, Област Монтана. Селото е разположено на международния път Е 79, отстои на 8 км западно от Монтана и на 2 км югоизточно от с. Горна Вереница.
Село Долна Вереница е скътано в полите на височината Веренишко бърдо, край река Селска бара, на височина около 250 м. Селото е заобиколено с разнообразна и живописна природа, която е съчетание от хълмисто-гористи местностти и обширни тучни ливади.
Село Долна Вереница има богата и древна история. Първите известни заселници тук са били траките. Недалеч от центъра на селото, до местността „Зъбера“ и в близост до Извора, дал началото на Селската бара, е имало тракийско светилище. По-късно, през римската епоха, светилището е било почитано и от римляните, като на неизвестен бог бил посветен паметник – т. нар. „ара“. В землището на селото е намерена мраморна ара с латински надпис, кото бил поставен от някой си С (alius) I (ulius) Saturninus. Същият първоначално е бил центурион (т. е. командир на 100 души в римската армия) и то в I Италийски легион, това днес разбираме от намерен надпис от Монтана. По-късно той се издигнал в службата си и станал центурион за целия регион (т. е regionarius) и като такъв посветил паметника в светилището на днешното село Долна Вереница.
За това, че богатите природни дадености на района не са убягнали на римляните, свидетелства разкритата римска вила т. е. голямо земеделско-скотовъдно и занаятчийско стопанство в местността „Голомуш“, северно от селата Горна и Долна Вереница и южно от Доктор Йосифово.
Местоположението на тези две села било благоприятно за по-спокоен живот с това, че те не са на оживени пътища или в открита равнина, хората намирали закрила в гористото тогава Веренишко бърдо.
Доброто материално благосъстояние и относителното спокойствие през османския период на селото, са причини, които несъмнено са се отразили върху духовното развитие на местното население.
В местността „Жеравица“, в близост до селото, по време на Чипровското въстание през 1688 г. е станало голямо сражение с турците, сега на това място е издигнат паметник.
В средата на XIX в. село Долна Вереница имало 113 къщи и имотите му било давани на видински турци първенци, приближени на пашата.

## Културни и природни забележителности
Средновековна църква „Св. Никола“
Паметник в памет на убитите

## Редовни събития
Ежегодният събор на селото е 24 май.

## Родени в Долна Вереница
- Юрдан Стоянов (1869 – 1910), български военен и революционер
- Божидар Антонов (р. 1944), български офицер, генерал-майор от Държавна сигурност
- Борис Тасков (1901 – 1976), български политик от БКП
- Петър Алексов (1868 – 1945), български политик, кмет на Монтана
- Кирил Веренишки (1898 – 1973), български майстор – занаятчия, създател на първата българска вършачка и трактор
- Димитър Рангелов (1924 – ?), български офицер, генерал-майор от МВР

Депутати в Народното събрание
- Атанас Цеков Мечкарски – в учредителното и I ВНС;
- Коло Спасов – в II ВНС;
- Атанас Попов – в IV ВНС и в IV, V и VI ОНС;
- Иван Средков Първанов – в XVI и XVII ОНС;